# The Dog and the Bone (film 1909)
The Dog and the Bone è un cortometraggio muto del 1909 diretto da Frank Wilson.

## Trama
Un cane, dopo aver rubato un osso, viene inseguito dal macellaio. All'inseguimento si uniscono altre persone e altri cani.

## Produzione
Il film fu prodotto dalla Hepworth.

## Distribuzione
Distribuito dalla Hepworth, il film - un cortometraggio di 89,1 metri - uscì nelle sale cinematografiche britanniche nel maggio 1909. L'Empire Film Company lo distribuì negli Stati Uniti nel luglio dello stesso anno.
Si conoscono pochi dati del film che, prodotto dalla Hepworth, fu distrutto nel 1924 dallo stesso produttore, Cecil M. Hepworth. Fallito, in gravissime difficoltà finanziarie, il produttore pensò in questo modo di poter almeno recuperare il nitrato d'argento della pellicola.